# Diëlektroforese
Diëlektroforese is het verschijnsel dat een deeltje in een inhomogeen elektrisch veld (zowel statisch als dynamisch) in beweging komt. Het verschijnsel wordt toegepast om deeltjes te manipuleren. 

## Werking

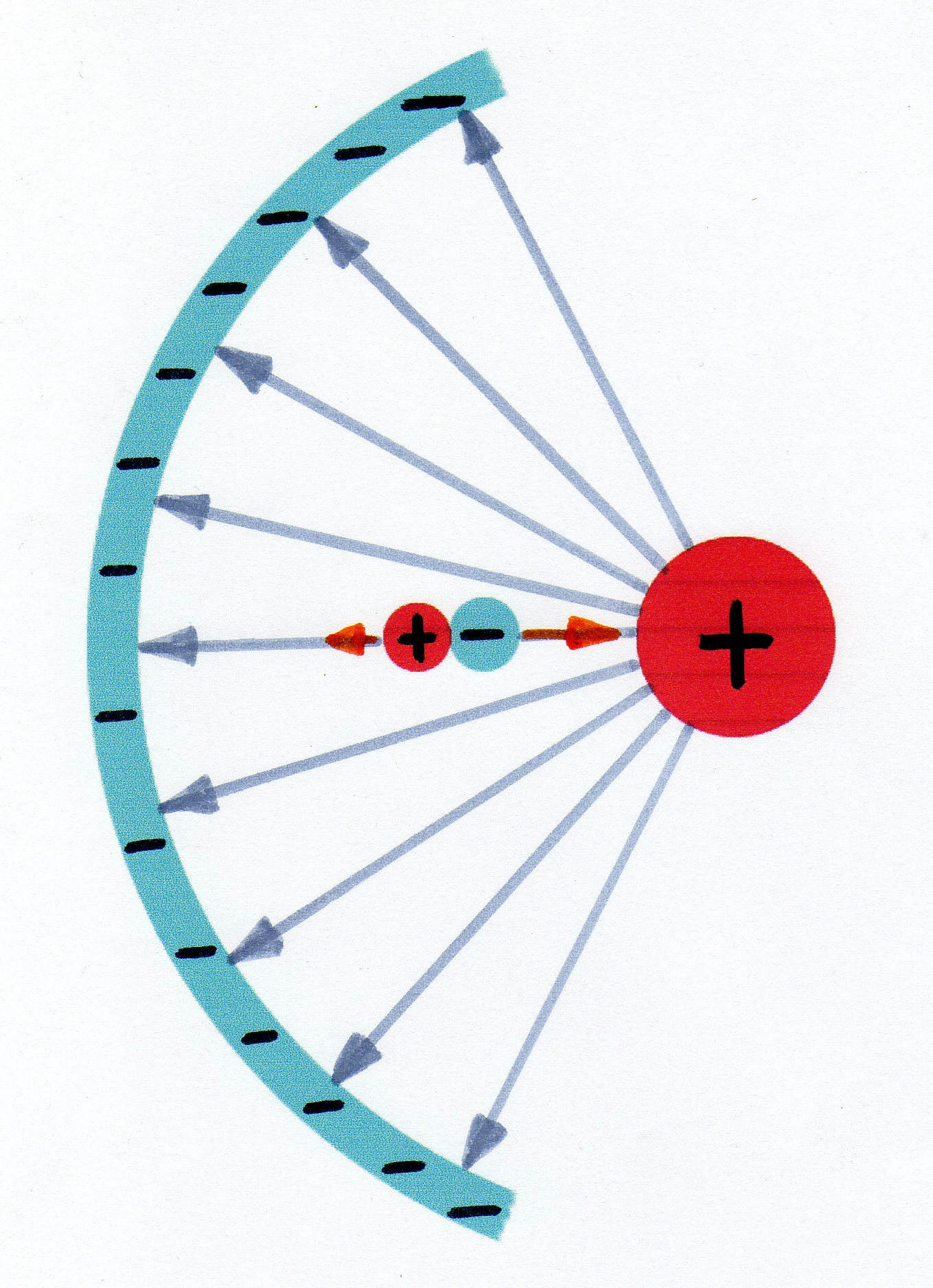
Molecuul wordt gepolariseerd en beweegt zich in de richting van toenemende veldsterkte

Het elektrische veld induceert een dipoolmoment in het deeltje dat vervolgens zelf interageert met het veroorzakende elektrisch veld. Hierdoor ontstaat een resulterende kracht die het deeltje in de richting van toenemende (positieve DEP) of afnemende (negatieve DEP) veldsterkte beweegt.

## Formule
Het effect is afhankelijk van de grootte, de vorm en de diëlektrische constante van het deeltje en de diëlektrische eigenschappen van het medium.
Voor een langgerekt cilindervormig deeltje dat evenwijdig aan het veld {\displaystyle {\vec {E}}} gericht is, wordt de resulterende kracht gegeven door de volgende formule:
{\displaystyle F_{\text{dep}}={\tfrac {1}{3}}\pi a^{2}b\,\varepsilon _{m}{\textrm {Re}}\left\{{\frac {\varepsilon _{p}^{*}-\varepsilon _{m}^{*}}{\varepsilon _{m}^{*}}}\right\}\nabla \left|{\vec {E}}\right|^{2}}
Daarin is
- {\displaystyle a} de straal van de cilinder
- {\displaystyle b} de halve lengte van het deeltje
- {\displaystyle \varepsilon _{p}} de diëlektrische constante van het deeltje
- {\displaystyle \varepsilon _{m}} de diëlektrische constante van het natuurkundig medium

## Toepassingen
- Manipulatie: sorteren, vervormen, draaien (elektrorotatie)
- Objecten: biologische cellen, organellen, supramoleculaire structuren, virussen, colloïden